# 1122 Neith

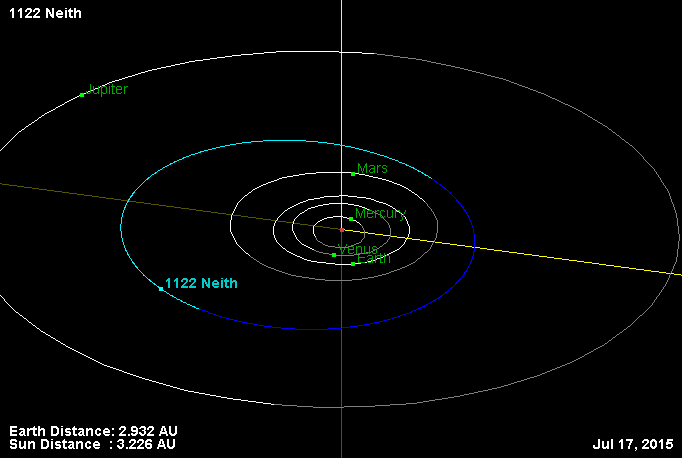
Órbita de 1122 Neith.

Neith (asteróide 1122) é um asteróide da cintura principal com um diâmetro de 12,01 quilómetros, a 1,9335778 UA. Possui uma excentricidade de 0,2582009 e um período orbital de 1 537,13 dias (4,21 anos).
Neith tem uma velocidade orbital média de 18,44824565 km/s e uma inclinação de 4,74624º.
Esse asteróide foi descoberto em 17 de Setembro de 1928 por Eugène Delporte.